# Dienerella lurida
Dienerella lurida es una especie de coleóptero de la familia Latridiidae.

## Distribución geográfica
Habita en Europa.